# Sécheresse de 2023 en France
La sécheresse de 2023 en France est un aléa naturel de type sécheresse qui se déroule sur le territoire national français (notamment la France métropolitaine et la Guadeloupe pendant l'hiver 2022-2023 et l'été suivant.
Elle est caractérisée par un premier épisode de sécheresse hivernale, à la fois pluviométrique (les précipitations ont été insuffisantes pour compenser les déficits accumulés durant l’année 2022) et hydrologique (les assecs de cours d'eau sont très nombreux et les nappes souterraines sont à des niveaux bas). Toutefois, les précipitations sont dans la normale des 25 dernières années depuis[Passage à actualiser] début mars.
La gestion de cet événement par les services de l'État et les collectivités est marquée par la mise en œuvre de l’organisation définie dans le décret de 2021, à savoir la surveillance puis le déclenchement d’alertes suivies d’arrêtés départementaux de restrictions temporaires des usages de l’eau, ou la prise de mesures sectorielles pour compenser les déficits de stockages des eaux. En juillet 2023, 78 départements sont en alerte et 32 en statut de crise, sur la totalité de leur territoire ou partiellement.

## Évolution météorologique

### Hiver 2022-2023
L’hiver 2023 se classe au neuvième rang des hivers les moins arrosés depuis 1959. Le déficit de précipitations a atteint près de 25 % sur l’ensemble de la période, et dépassé 75 % sur le seul mois de février. Cette période a été illustrée par une séquence record de 32 jours sans pluie (précipitations inférieures à 1 millimètre en moyenne sur la France) entre le 21 janvier et le 21 février, le mois de février constituant ainsi le mois de février le plus sec depuis 1959. L’hiver a également été marqué par la douceur, avec une température moyenne supérieure à la normale (période 1991-2020) de 0,8 degré pour la troisième année consécutive, après les hivers 2022 et 2021.
Dans son bulletin de situation hydrogéologique au 1er mars 2023, le BRGM constate ainsi que les pluies infiltrées durant l’automne sont très insuffisantes pour compenser les déficits accumulés durant l’année 2022 et améliorer durablement l’état des nappes. Les niveaux des nappes restent sous les normales mensuelles avec 80 % des niveaux modérément bas à très bas, contre 48 % en février 2022. La plupart des secteurs affiche des niveaux nettement inférieurs à ceux de février de l’année 2022.
En effet, les quelques pluies locales observées ne solutionnent pas les problèmes liés à la sécheresse : « Actuellement, il pleut, mais le sol était très sec et c'est le sol qui se recharge en premier. C'est tout bénéfice pour l'agriculture, là où il y a encore des cultures, mais pour les nappes phréatiques, il faut attendre un vrai hiver pluvieux pour avoir une recharge ».
La sécheresse 2023 s’annonce ainsi pire que celle de 2022 dans une grande partie du territoire de la métropole car, même s’il pleut de façon soutenue en avril, la reconstitution des réserves paraît « difficilement envisageable d’ici au printemps et à la reprise de la végétation », selon le BRGM. De surcroît, le manteau neigeux, faible, n’apportera pas beaucoup de soutien dans les Pyrénées. Et Météo-France prévoit des températures plus élevées que la moyenne dans les mois postérieurs à mars.

## Caractérisation

### Sécheresse météorologique
Au 3 août, aucun déficit pluviométrique n'est constaté, en cumul, en moyenne depuis le début de l'année.

### Sécheresse agricole
L'indice d’humidité des sols superficiels est revenu dans la moyenne depuis mi-mars.

### Sécheresse hydrologique et hydrogéologique
Au 3 août, 62% des nappes phréatiques sont sous les normales de saison contre 68% un mois plus tôt. Au 30 juin, 19% des nappes phréatiques présentent un niveau très bas.

## Gestion des événements

### Anticipation et suivi
Le comité d'anticipation et de suivi hydrologique (CASH), créé par le décret du 23 juin 2021 en vue d'anticiper et gérer les épisodes de sécheresse en métropole et dans les territoires ultramarins,, se réunit le 23 février 2023, pour informer les représentants des usagers sur la situation hydrologique et anticiper les risques de sécheresse, en avance d'un mois sur l'année précédente.
Lors de la réunion du 27 avril, un point de la situation est fait. La période des précipitations efficaces, qui va de septembre à mars, avant que la végétation ne se développe en puisant dans la ressource, se solde cette année par un déficit de précipitations de 10 %, contre 20 % en 2022, selon Météo-France, mais la situation est différenciée selon les régions. Il apparaît que si la Bretagne et l'Aquitaine n'ont aucune difficulté, l'arc méditerranéen, et notamment les Pyrénées-Orientales, n'ont pas connu une journée de pluie depuis plus de un an. Le niveau dans les nappes souterraines y est si bas que le Bureau de recherches géologiques et minières (BRGM) évoque le risque de pénétration d'un biseau salé. Dans ces conditions, faute d'eau douce en quantité suffisante, leur contenu peut devenir saumâtre, rendant impossible la potabilisation de l'eau.

### Niveaux d’alerte à la sécheresse
Dès le mois de février 2023, quatre départements sont mis en état d'alerte sécheresse, avec des mesures de restriction (les Pyrénées-Orientales, presque intégralement concernées par des restrictions, et, partiellement, l'Ain, les Bouches-du-Rhône et le Var). La Drôme et l'Ardèche sont à leur tour placés en alerte le 6 mars 2023. Au 13 mars 2023, quatorze départements sont déjà en vigilance ou en alerte, selon le site officiel Propluvia.

#### Mai: 4 départements en crise, dont les Pyrénées-Orientales
Au 10 mai, le niveau « crise » est activé dans des territoires situés dans quatre départements : Bouches-du-Rhône (secteurs Rhône Camargue et Durance – du 20 avril au 15 octobre 2023), Gard (Ardèche (dpt30), Cèze Amont et Cèze Aval – du 25 avril au 31 octobre 2023), les Pyrénées-Orientales (Agly Amont, Agly Aval, Aude Amont, Sègre Carol, Tech Amont, Tech Aval, Têt Amont Vinça, Têt Aval - du 9 mai au 13 juin 2023) et Var (Zone Huveaune Amont – du 24 mars au 15 octobre 2023). Dans les Pyrénées-Orientales, qui accusent un « déficit de pluviométrie [qui] reste très exceptionnel, entre − 60 et − 65 % sur les douze derniers mois », des mesures strictes sont prises entrant en vigueur le 10 mai. L'arrosage des potagers et des espaces verts, le remplissage ou la mise à niveau des piscines privées, l'utilisation des spas, en utilisant l'eau du réseau, sont proscrits. Sur les plages, le fonctionnement des douches est interdit. Sur les terrains de golf, un arrosage est permis de 20 heures à 2 heures seulement si l'eau est issue d'un système de réutilisation. Le lavage des voitures n'est admis que dans les stations dont 70 % de l'eau est recyclée. La vente de piscines hors sol est également interdite,.

### Mesures sectorielles
Pour faire face à ce déficit hydrologique, plusieurs mesures sont prises dès le mois de mars.
Voies navigables de France décide ainsi de retarder d'un mois la remise en eau du canal du Midi, qui a lieu le 15 mars alors qu'habituellement l'ouvrage est ouvert à la navigation à la mi-février. Il s'agit d’une première depuis 1959. Cette mesure doit permettre une économie d'environ 400 000 mètres cubes d'eau, sur un total de 6 millions de mètres cubes et compenser le faible niveau de remplissage des barrages-réservoirs alimentant le canal (55 % contre 85 % à la même époque en 2022).
La situation outre-mer n'est guère meilleure dans certains secteurs. Ainsi le bilan pluviométrique en Guadeloupe entre décembre 2022 et mars 2023 est déficitaire, avec environ 30 % de précipitations en moins, conduisant le préfet de Guadeloupe à prendre un arrêté de restrictions provisoires de certains usages de l'eau, pour une durée d'un mois à compter du 15 mars.

## Conséquences et questions connexes

### Irrigation agricole: question des mégabassines
Dans un contexte de sécheresse hivernale et de contexte social tendu lié à la réforme des retraites, près de 10 000 personnes dont plus d’un millier de radicaux, sont attendues le week-end des 25 et 26 mars 2023, dans les Deux-Sèvres et la Vienne pour protester contre la construction de seize immenses réserves d’eau, dites mégabassines, destinées à irriguer les champs en période de sécheresse. Le projet date d’une dizaine d’années mais n’arrive à terme qu’en 2022 après une longue procédure judiciaire. Une première bassine a déjà été construite en 2021 dans la commune de Mauzé-sur-le-Mignon, et des manifestations avaient déjà eu lieu en mars 2022. Ces réserves d’eau agricoles qui, pour certaines, atteignent la taille de quinze terrains de football, stockent l’eau prélevée dans les nappes phréatiques et les rivières. Leur coût est estimé à 40 millions d’euros, dont 70 % sont financés par l’argent public. Les opposants au projet dénoncent en particulier le risque d’évaporation des eaux, une fois en surface, et donc l'abaissement des nappes phréatiques, la perte de qualité en raison de la multiplication des microorganismes due à la stagnation, et l'accaparation de ce bien commun par quelques très gros exploitants au détriment des plus petits agriculteurs. Pour les tenants du projet ainsi que pour l'État, la construction de ces retenues est une urgence absolue pour l'agriculture dans le contexte du réchauffement climatique et la règlementation existante, déjà très stricte, répond aux questions environnementales et sera respectée.
Le collectif ayant déposé des recours judiciaires contre ces projets ainsi que d’autres de moindre importance est composé notamment de la Ligue pour la protection des oiseaux, la fédération Poitou-Charentes Nature, SOS rivières et environnement, de deux associations de pêcheurs, de la Confédération paysanne et de l'UFC-Que choisir. De nombreuses annulations d’autorisation ont été obtenues.

## Évolution des politiques eau et climat de la France

### Plan Eau 2023
Christophe Béchu, ministre chargé de la Transition écologique, et Bérangère Couillard, secrétaire d’Etat, présentent le 26 janvier 2023, lors du 24ème Carrefour des gestions locales de l’eau (CGLE) à Rennes, les grandes lignes du « Plan eau », dont l’élaboration a été lancée le 29 septembre 2022. Ce plan est le premier des 22 chantiers opérationnels du programme de transition écologique à long terme du gouvernement lancé le 21 octobre 2022 dénommé « France Nation Verte » visant à mobiliser l’ensemble de la société (État, entreprises, collectivités, société civile), pour atteindre les objectifs ambitieux du Pacte vert pour l'Europe dont la réduction de 55 % des émissions de gaz à effet de serre d’ici à 2030 et de neutralité carbone en 2050,. 
Lors d'un déplacement au lac de Serre-Ponçon, endroit symbolique des effets du changement climatique puisque lors de la sécheresse de 2022 le lac a connu une baisse de 17 mètres de son niveau, le président de la République présente le 30 mars 2023 le plan d’action collectif pour une gestion résiliente et concertée de l’eau. Le plan s'organise en six axes et 53 mesures. Les six axes sont : organiser la sobriété des usages de l'eau, optimiser la disponibilité de la ressource, préserver la qualité de l'eau, disposer d'outils pour atteindre ces ambitions, mieux répondre aux crises de sécheresse et suivre les engagements. Parmi les 53 mesures figurent : le lancement d'un écowatt de l'eau (un outil lancé en mai 2023 qui présentera « les éco-gestes recommandés au regard de la situation hydrologique locale. »), un objectif de 10 % de réutilisation des eaux usées traitées (REUT) dans l'agroalimentaire, chez les particuliers, etc. d'ici à 2030 (la part de la REUT ne dépasse pas 1 % actuellement. Il est prévu, pour sa mise en œuvre, de s’appuyer sur les structures existantes dont le Comité national de l'eau et les comités qui en sont issus comme le CASH (Comité pour l'anticipation et le suivi hydrologique) et le CCPQSPEA (comité relatif au prix et à la qualité des SPEA), ainsi que le comité technique relatif au plan eau-DOM.

### Météo des forêts
Annoncée par Emmanuel Macron en octobre 2022, une météo des forêts constituée de bulletins météo consacrés aux forêts et aux feux de forêts est mise en place par Météo-France à partir de juin 2023. Ce nouvel outil doit permettre d'améliorer la prévention des incendies et constitue une des décisions consécutives à la sécheresse de 2022 en France. Du 1er juin à fin septembre, Météo France établira chaque fin d’après-midi une « carte des forêts », publiée sur son site et que les médias pourront aussi reprendre à leur compte. Ce nouvel outil n’informera pas le public des feux de forêts en cours, mais leur risque de survenue dans les deux jours à venir et à l’échelle des départements. Ces derniers pourront prendre quatre couleur, du vert - pour risque faible - au rouge - pour risque élevé. « Cette carte doit permettre à chacun d’être mieux attentif au risque incendie », espère Christophe Béchu, ministre de la Transition écologique, qui rappelle que neuf incendies sur dix sont d’origine humaine,.

## Climatoscepticisme dans les réseaux sociaux
À la suite de cette sécheresse, cause de nombreux incendies, le réchauffement climatique est régulièrement cité dans les médias comme origine de ces catastrophes naturelles. Ces médias s'attirent les foudres de certains internautes sur les réseaux sociaux, qui accusent, sur Twitter, d'en faire de trop sur ce sujet, et apparaît ainsi le hashtag secheressemonc*l, initialement #secheressemoncul, notamment à la suite des incendies de 2023 (voir : Feux de forêt de 2023 en Alberta depuis le 1er mars 2023 et les Feux de forêt de 2023 en Grèce depuis le 17 juillet 2023). Des menaces de mort sont proférées à l'encontre de scientifiques experts du sujet. Les députés français envisagent en réponse d'étudier la possibilité de créer un délit pour traiter ces menaces, ou du moins de procéder à un renforcement de la surveillance des réseaux sur ce sujet.

#### Observatoires
- Le site Propluvia contient une carte des restrictions en cours dans les départements et donne accès aux arrêtés préfectoraux correspondants : Propluvia
- Le site Onde présente les données de l’observatoire national des étiages qui s'appuient sur les observations visuelles des écoulements des cours d’eau : site Onde
- Le portail ADES rassemble les données quantitatives et qualitatives relatives aux eaux souterraines : portail ADES
- Le site Info-sécheresse est un site privé développé par la société ImaGeau, une société du Groupe Saur dont l’activité est dédiée à la problématique, agrégeant un grand nombre de données publiques dans le domaine de l'eau et produisant des indicateurs permettant de qualifier l'état de sécheresse par zone hydrologique, département ou au niveau national : site Info-sécheresse
- Le bulletin de situation hydrographique (BSH) est composé de cartes sur l’évolution mensuelle des ressources en eau. Il décrit la situation quantitative des milieux aquatiques et informe sur les arrêtés préfectoraux limitant les usages de l’eau : Bulletins de situation hydrologique
- Atlas cartographique des zones humides - Réseau Partenarial des Données sur les Zones Humides.